# Брассар, Дерик
Де́рик Брасса́р (фр. Derick Brassard; 22 сентября 1987, Халл, Квебек, Канада) — профессиональный канадский хоккеист, центрфорвард. За карьеру выступал за 10 разных клубов НХЛ.

## Карьера в хоккее

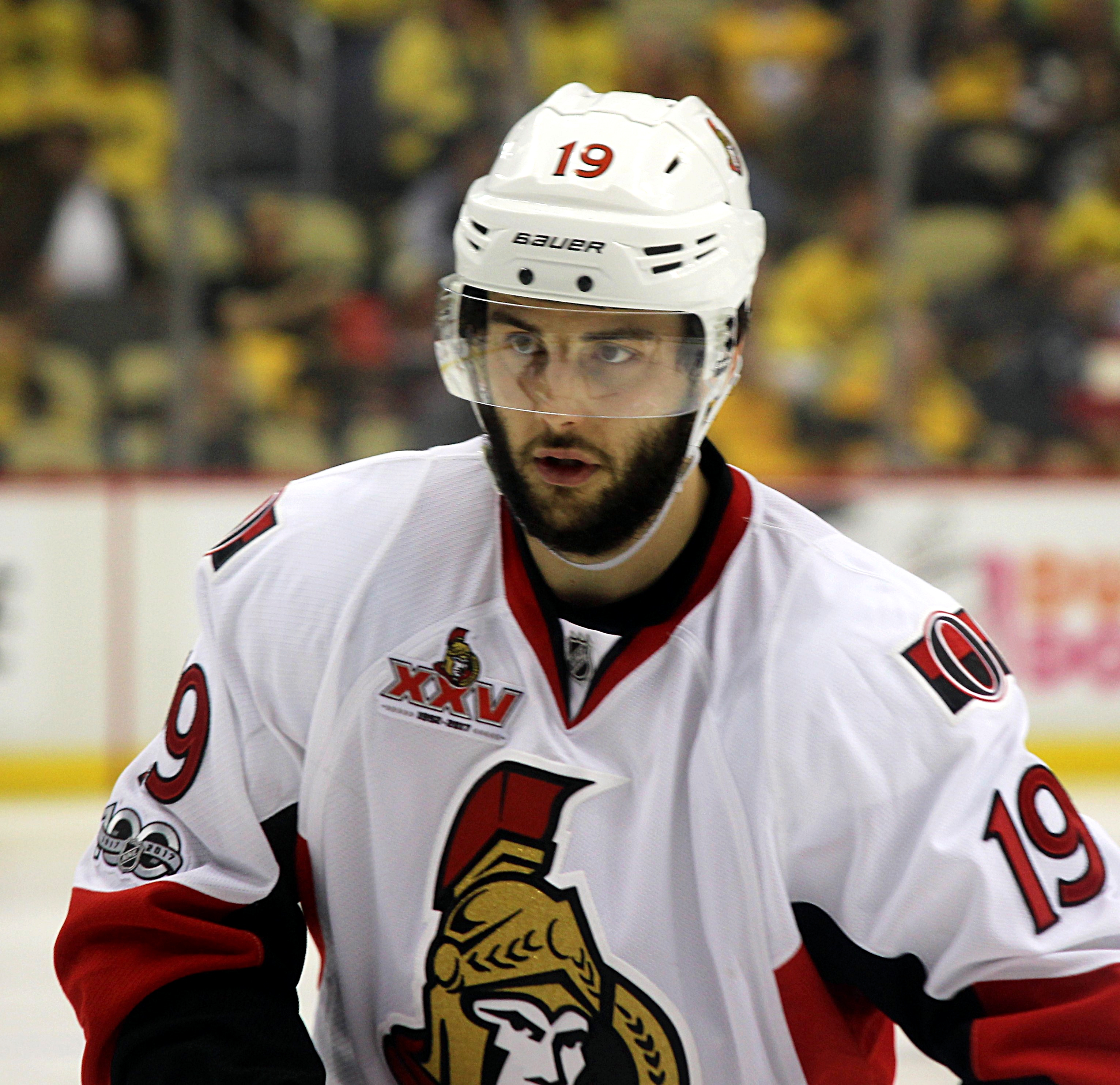
Брассар в составе «Оттавы» в 2017 году

Брассар был выбран на драфте 2006 года командой «Коламбус Блю Джекетс» в первом раунде по общим 6-м номером. Первый месяц Дерик провел в фарм-клубе Коламбуса «Сиракьюз Кранч», был назван лучшим новичком месяца.
Брассар вернулся в основную команду 10 января 2008 года.
После 17 проведенных игр, на счету Дерика было всего 2 (1+1) очка. Брассара вновь отправили в Сиракьюз 27 февраля 2008 г.
Следующий сезон Брассар начал в качестве полноправного игрока «Блю Джекетс», набрав в 31 матче 25 (10+15) очков. Но серьёзная травма плеча, полученная в драке с форвардом «Далласа» Джеймсом Нилом, подвела черту под его выступлением в том сезоне.
3 апреля 2013 года был обменян в «Нью-Йорк Рейнджерс» вместе с Дереком Дорсеттом и Джоном Муром на Мариана Габорика. В сезоне 2013/14 в составе «Нью-Йорка» добрался до финала Кубка Стэнли, в котором «Рейнджеры» уступили в 5 матчах «Лос-Анджелес Кингз». В серии набрал 3 очка (1+2).
В следующих сезонах в «Рейнджерс» установил личные рекорды, набрав в регулярном сезоне 2014/15 60 очков, а в сезоне 2015/16 забросив 27 шайб.
Летом 2016 года был обменян в «Оттаву Сенаторз» на Мику Зибанежада и помог «Оттаве» дойти до финала Восточной конференции, где команда уступила «Питтсбург Пингвинз» во втором овертайме 7-го матча.
Сезон 2017/18 начинал в «Оттаве», но зимой был обменян в «Питтсбург Пингвинз» в результате 3-х стороннего обмена. В составе «Питтсбурга» вышел в плей-офф, но не смог помочь команде взять третий Кубок Стэнли подряд, набрав 4 очка в 12 матчах.
В составе сборной Канады выиграл чемпионат мира 2016 года.

## Достижения
- 2003-04, 	U17 WHC Бронзовая медаль
- 2004-05, 	CHL All-Rookie Team
- 2004-05,  	QMJHL All-Rookie Team
- 2004-05,  	QMJHL Лучший новичок года (Кубок RDS)
- 2004-05,  	QMJHL Лучший атакующий новичок года (Мишель Бержерон Трофи)
- 2004-05,  	U18 WJC Серебряная медаль
- 2005-06, 	CHL Вторая команда All-Star
- 2005-06,   	QMJHL Best Professional Prospect (Босси Трофи)
- 2005-06,   	QMJHL Первая All-Star Team
- 2007-08, 	AHL Матч всех звезд
- 2008-09, 	NHL Лучший новичок месяца  (10/08)

## Статистика
| Легенда | Легенда                    | Легенда | Легенда                   | Легенда | Легенда    |
| ------- | -------------------------- | ------- | ------------------------- | ------- | ---------- |
| И       | Количество проведённых игр | Штр     | Штрафное время            | +/−     | Плюс-минус |
| Г       | Голы                       | П       | Голевые передачи          | О       | Очки       |
| -       | Статистика неизвестна      | —       | Статистика не учитывалась |         |            |